# Mainard (archevêque de Rouen)
Pour les articles homonymes, voir Mainard.
Mainard ou Magenard est un archevêque de Rouen au tournant du IXe siècle.

## Biographie
Mainard succède à Rémi comme archevêque de Rouen.
Il est envoyé en 802 avec le comte Madelgaud comme missus dominici de Charlemagne dans le missicata de 8 pagi comprenant l'actuelle Basse-Normandie, la Sarthe et la Mayenne,,.
Mainard participe au concile de Francfort et dédicace en présence d'autres prélats l'abbatiale de Saint-Riquier.